# Метод конечных элементов

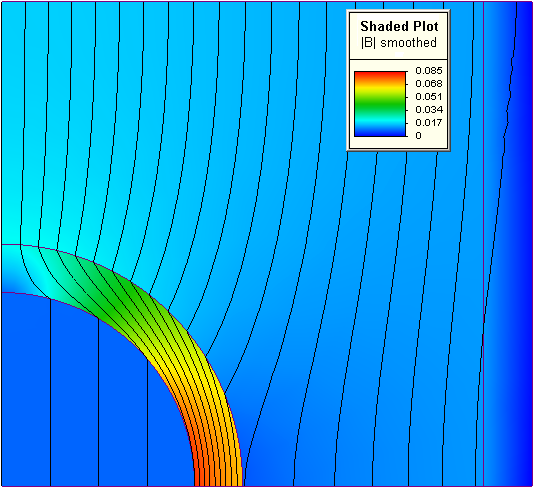
Решение методом конечных элементов двухмерной магнитостатической задачи (линии и цвет означают направление и величину магнитной индукции)

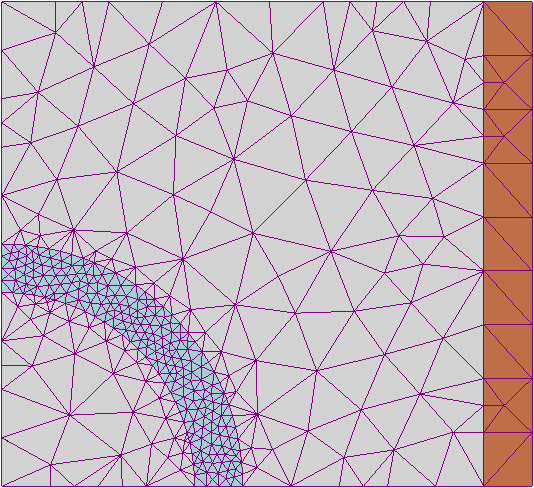
Разбиение на конечные элементы. Размер элементов можно менять, уменьшая его вблизи интересующей области, и увеличивая — для снижения затрат процессорного времени

Метод конечных элементов (МКЭ) — численный метод решения дифференциальных уравнений с частными производными, а также интегральных уравнений, возникающих при решении задач прикладной физики. Метод широко используется для решения задач механики твёрдого деформируемого тела, теплообмена, гидродинамики, электродинамики и топологической оптимизации.

## Идея метода
Область, в которой ищется решение дифференциальных уравнений, разбивается на конечное количество элементов. В каждом из элементов произвольно выбирается вид аппроксимирующей функции. В простейшем случае - это полином первой степени. Вне своего элемента аппроксимирующая функция равна нулю. Значения функций на границах элементов (в узлах) являются решением задачи и заранее неизвестны. Коэффициенты аппроксимирующих функций обычно ищутся из условия равенства значения соседних функций на границах между элементами (в узлах). Затем эти коэффициенты выражаются через значения функций в узлах элементов. Составляется система линейных алгебраических уравнений. Количество уравнений равно количеству неизвестных значений в узлах, на которых ищется решение исходной системы, прямо пропорционально количеству элементов и ограничивается только возможностями ЭВМ. Так как каждый из элементов связан с ограниченным количеством соседних, система линейных алгебраических уравнений имеет разрежённый вид, что существенно упрощает её решение.
Если говорить в матричных терминах, то собираются так называемые матрицы жёсткости (или матрица Дирихле) и масс. Далее на эти матрицы накладываются граничные условия (например, при условиях Неймана в матрицах не меняется ничего, а при условиях Дирихле из матриц вычёркиваются строки и столбцы, соответствующие граничным узлам, так как в силу краевых условий значение соответствующих компонент решения известно). Затем собирается система линейных уравнений и решается одним из известных методов.
С точки зрения вычислительной математики, идея метода конечных элементов заключается в том, что минимизация функционала вариационной задачи осуществляется на совокупности функций, каждая из которых определена на своей подобласти.
Метод получил широкое применение при проектировании сооружений, а также при моделировании моделей движения, к примеру, грунта.
Из недостатков метода стоит отметить влияние размера сетки на конечные результаты.

## Иллюстрация метода на одномерном примере

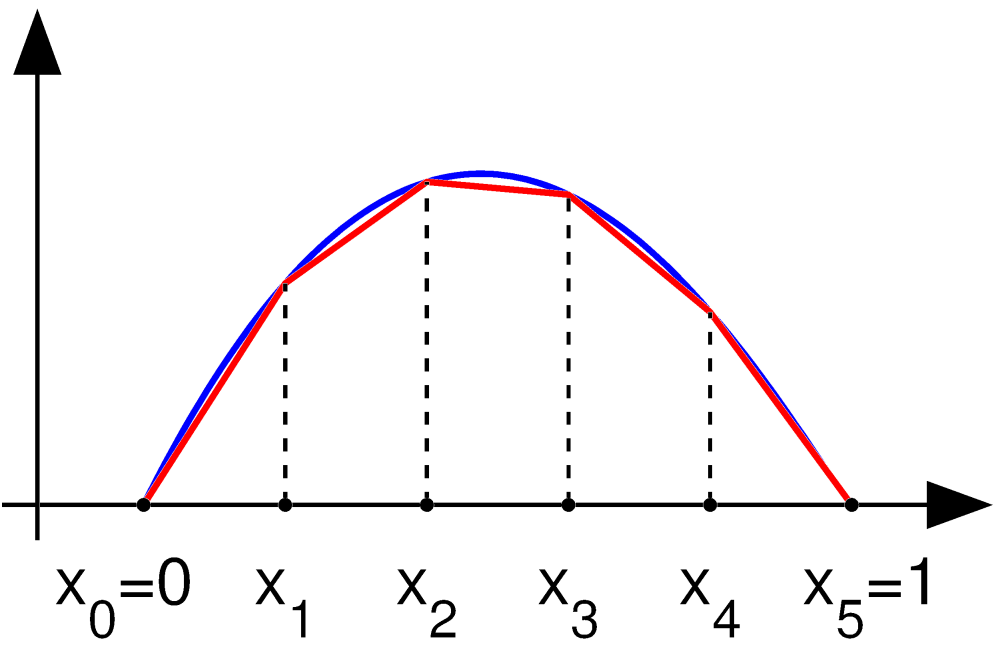
Функция на с нулевыми значениями на концах (голубая), и аппроксимация этой функции отрезками (красная).

Базисные функции v_{k} (голубые) и линейная комбинация из них, которая аппроксимирует искомую функцию (красная).

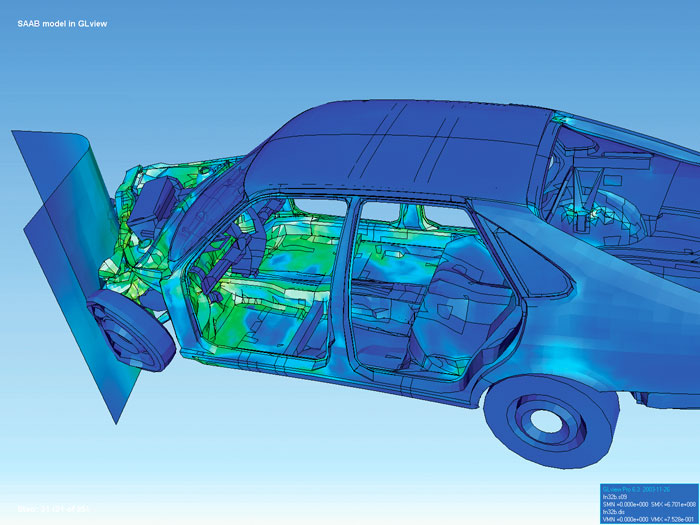
Визуализация деформации машины при асимметричном ударе, выполненная по результатам расчёта методом конечных элементов.

Пусть в одномерном пространстве Р1 необходимо решить следующее одномерное дифференциальное уравнение для нахождения функции {\displaystyle u} на промежутке от 0 до 1. На границах области значение функции {\displaystyle u} равно 0:
{\displaystyle {\mbox{ P1 }}:{\begin{cases}u''(x)=f(x){\mbox{ in }}(0,1),\\u(0)=u(1)=0,\end{cases}}}
где {\displaystyle f} известная функция, {\displaystyle u} неизвестная функция от {\displaystyle x}. {\displaystyle u''} вторая производная от {\displaystyle u} по {\displaystyle x}.
Решение поставленной задачи методом конечных элементов разобьём на 2 этапа:
- Переформулируем граничную задачу в так называемую слабую (вариационную) форму. На этом этапе вычислений почти не требуется.
- На втором этапе разобьём слабую форму на конечные отрезки-элементы.

После этого возникает проблема нахождения системы линейных алгебраических уравнений, решение которой аппроксимирует искомую функцию.
Если {\displaystyle u} есть решение, то для любой гладкой функции {\displaystyle v}, которая удовлетворяет граничным условиям {\displaystyle v=0} в точках {\displaystyle x=0} и {\displaystyle x=1}, можно записать следующее выражение:
(1) {\displaystyle \int _{0}^{1}f(x)v(x)\,\mathrm {d} x=\int _{0}^{1}u''(x)v(x)\,\mathrm {d} x.}
С помощью интегрирования по частям преобразуем выражение (1) к следующей форме:
(2){\textstyle {\begin{aligned}\int _{0}^{1}f(x)v(x)\,\mathrm {d} x=\int _{0}^{1}u''(x)v(x)\,\mathrm {d} x\\=u'(x)v(x){\bigg |}_{0}^{1}-\int _{0}^{1}u'(x)v'(x)\,\mathrm {d} x\\=-\int _{0}^{1}u'(x)v'(x)\,\mathrm {d} x=-\phi (u,v).\end{aligned}}}
Оно получено с учётом того, что {\displaystyle v(0)=v(1)=0}.
Разобьём область, в которой ищется решение
{\displaystyle u\in H_{0}^{1}} такое, что
{\displaystyle \forall v\in H_{0}^{1},\;-\phi (u,v)=\int _{0}^{1}f(x)v(x)\mathrm {d} x}
на конечные промежутки, и получим новое пространство {\displaystyle V} :
(3) {\displaystyle u\in V} такое, что
{\displaystyle \forall v\in V,\;-\phi (u,v)=\int _{0}^{1}f(x)v(x)\mathrm {d} x}
где {\displaystyle V} кусочная область пространства {\displaystyle H_{0}^{1}}. Есть много способов для выбора базиса {\displaystyle V}. Выберем в качестве базисных функций такие {\displaystyle v_{k}}, чтобы они представлялись прямыми линиями (полиномами первой степени):
{\displaystyle v_{k}(x)={\begin{cases}{x-x_{k-1} \over x_{k}\,-x_{k-1}}&{\mbox{, }}x\in [x_{k-1},x_{k}],\\{x_{k+1}\,-x \over x_{k+1}\,-x_{k}}&{\mbox{, }}x\in [x_{k},x_{k+1}],\\0&{\mbox{, }}x\not \in [x_{k-1},x_{k+1}]\end{cases}}}
для {\displaystyle k=1,\ldots ,n-1} (в данном примере {\displaystyle n=5})
Если теперь искомое приближённое решение представить виде {\displaystyle u(x)=\sum _{k=1}^{n-1}u_{k}v_{k}(x)}, а функцию {\displaystyle f(x)} аппроксимировать как {\displaystyle f(x)=\sum _{k=0}^{n}f_{k}v_{k}(x)}, то с помощью (3) можно получить следующую систему уравнений относительно искомых {\displaystyle u_{k}}:
{\displaystyle -\sum _{k=1}^{n-1}u_{k}\phi (v_{k},v_{j})=\sum _{k=0}^{n}f_{k}\int v_{k}v_{j}\mathrm {d} x},
где {\displaystyle j=1,\ldots ,n-1}.

### Преимущества и недостатки
Метод конечных элементов сложнее метода конечных разностей в реализации. У МКЭ, однако, есть ряд преимуществ, проявляющихся на реальных задачах: произвольная форма обрабатываемой области; сетку можно сделать более редкой в тех местах, где особая точность не нужна.
Долгое время широкому распространению МКЭ мешало отсутствие алгоритмов автоматического разбиения области на «почти равносторонние» треугольники (погрешность, в зависимости от вариации метода, обратно пропорциональна синусу или самого острого, или самого тупого угла в разбиении). Впрочем, эту задачу удалось успешно решить (алгоритмы основаны на триангуляции Делоне), что дало возможность создавать полностью автоматические конечноэлементные САПР.

## История развития метода
Метод конечных элементов возник из необходимости новых путей решения задач строительной механики и теории упругости в 1930-х годах. Одними из основоположников идей, лежащих в основе МКЭ, считаются Александр Хренников и Рихард Курант. Их работы опубликованы в 1940-х годах. Впервые эффективность МКЭ была продемонстрирована в 1944 году Иоаннисом Аргирисом, который реализовал метод с применением ЭВМ.
В Китае в 1950-х годах Фэн Кан предложил численный метод решения дифференциальных уравнений в частных производных для расчёта конструкций плотин. Этот метод был назван методом конечных разностей на основе вариационного принципа, что может рассматриваться как еще один независимый способ реализации метода конечных элементов.
Хотя перечисленные подходы различаются между собой в деталях, они имеют одну общую черту: дискретизация непрерывной области сеткой в набор дискретных поддоменов, обычно называемых элементами.
Дальнейшее развитие метода конечных элементов связано также с решением задач космических исследований в 1950-х годах.
В СССР распространение и практическая реализация МКЭ в 1960-х годах связана с именем Леонарда Оганесяна.
Существенный толчок в своём развитии МКЭ получил в 1963 году после того, как было доказано, что его можно рассматривать как один из вариантов распространённого в строительной механике метода Рэлея — Ритца, который путём минимизации потенциальной энергии сводит задачу к системе линейных уравнений равновесия. После того, как была установлена связь МКЭ с процедурой минимизации, он стал применяться к задачам, описываемым уравнениями Лапласа или Пуассона. Область применения МКЭ значительно расширилась, когда было установлено (в 1968 году), что уравнения, определяющие элементы в задачах, могут быть легко получены с помощью вариантов метода взвешенных невязок, таких как метод Галёркина или метод наименьших квадратов. Это сыграло важную роль в теоретическом обосновании МКЭ, так как позволило применять его при решении многих типов дифференциальных уравнений. Таким образом, метод конечных элементов превратился в общий метод численного решения дифференциальных уравнений или систем дифференциальных уравнений.
С развитием вычислительных средств возможности метода постоянно расширяются, также расширяется и класс решаемых задач. В настоящее время предложено большое количество реализаций метода конечных элементов при моделировании процессов диффузии, теплопроводности, гидродинамики, механики, электродинамики и др.